# بنجامين لورينغ يونغ
بنجامين لورينغ يونغ هو محامي وسياسي أمريكي، ولد في 1885 في Weston, Massachusetts ‏ في الولايات المتحدة، وتوفي في 1964 في بوسطن في الولايات المتحدة. نشط حزبياً في الحزب الجمهوري. وقد انتخب عضو مجلس نواب ماساتشوستس ‏.